# Grand Prix Japonska 2007
Grand Prix Japonska ( XXXIII Fuji Television Japanese Grand Prix ) byla 15. závodem sezóny 2007, který se konal 30. září 2007 na okruhu Fuji.

## Výsledky
- 30. září 2007
- Okruh Fuji
- 67 kol x 4.563 km = 305.721 km
- 783. Grand Prix
- 4. vítězství Lewise Hamiltona
- 156. vítězství pro McLaren
- 195. vítězství pro Velkou Británii
- 71. vítězství pro vůz se startovním číslem 2

| Pozice | Jezdec               | Vůz              | Čas           |
| ------ | -------------------- | ---------------- | ------------- |
| 1      | Lewis Hamilton       | McLaren MP4/22   | 2h00:34,579   |
| 2      | Heikki Kovalainen    | Renault R27      | á 0:08,3      |
| 3      | Kimi Räikkönen       | Ferrari F2007    | á 0:09,4      |
| 4      | David Coulthard      | Red Bull RB3     | á 0:20,2      |
| 5      | Giancarlo Fisichella | Renault R27      | á 0:38,8      |
| 6      | Felipe Massa         | Ferrari F2007    | á 0:49,0      |
| 7      | Robert Kubica        | BMW Sauber F1.07 | á 0:49,2      |
| 8      | Adrian Sutil         | Spyker F8-VII    | á 1:00,1      |
| 9      | Vitantonio Liuzzi    | Toro Rosso STR2  | á 0:55,6 +25s |
| 10     | Rubens Barrichello   | Honda RA107      | á 1:28,3      |
| 11     | Jenson Button        | Honda RA107      | á 1 kolo      |
| 12     | Sakon Jamamoto       | Spyker F8-VII    | á 1 kolo      |
| 13     | Jarno Trulli         | Toyota TF107     | á 1 kolo      |
| 14     | Nick Heidfeld        | BMW Sauber F1.07 | á 2 kola      |
| 15     | Takuma Sató          | Super Aguri SA07 | á 2 kola      |
| Kolo   | Odstoupili           | -                | Příčina       |
| 55     | Ralf Schumacher      | Toyota TF107     |               |
| 54     | Anthony Davidson     | Super Aguri SA07 |               |
| 49     | Nico Rosberg         | Williams FW29    |               |
| 46     | Sebastian Vettel     | Toro Rosso STR2  | Kolize        |
| 46     | Mark Webber          | Red Bull RB3     | Kolize        |
| 41     | Fernando Alonso      | McLaren MP4/22   | Nehoda        |
| 19     | Alexander Wurz       | Williams FW29    |               |

- Vitantonio Liuzzi - penalizován 25 s za předjíždění pod žlutými vlajkami

### Nejrychlejší kolo
Lewis Hamilton - McLaren MP4/22- 1:28.193
- 2. nejrychlejší kolo Lewise Hamiltona
- 134. nejrychlejší kolo pro McLaren
- 183. nejrychlejší kolo pro Velkou Británii
- 75. nejrychlejší kolo pro vůz se startovním číslem 2

### Vedení v závodě
| Kola           | km         | Jezdec               | %   |
| 1. – 28. kolo  | 127,764 km | Lewis Hamilton       | 42% |
| 29. – 31. kolo | 13,689 km  | Sebastian Vettel     | 5%  |
| 32. – 36. kolo | 22,815 km  | Mark Webber          | 7%  |
| 37.- 39. kolo  | 13,689 km  | Heikki Kovalainen    | 5%  |
| 40. kolo       | 4,563 km   | Giancarlo Fisichella | 1%  |
| 41. – 67. kolo | 123,201 km | Lewis Hamilton       | 40% |
| -------------- | ---------- | -------------------- | --- |

| Hamilton | V | W | K |  | Hamilton |
| -------- | - | - | - |  | -------- |

### Postavení na startu
Lewis Hamilton - McLaren MP4/22- 1:25.368
- 5. Pole position Lewise Hamiltona
- 132. Pole position pro McLaren
- 186. Pole position pro Velkou Británii
- 84. Pole position pro vůz se startovním číslem 2

- červeně - penalizace za výměnu motoru

| *  | *                                     | *  | *                                     | Kvalifikace III.                     | Kvalifikace II.                       | Kvalifikace I.                        |
| -- | ------------------------------------- | -- | ------------------------------------- | ------------------------------------ | ------------------------------------- | ------------------------------------- |
| 1  | Lewis Hamilton McLaren 1:25.368       |    |                                       | Lewis Hamilton McLaren 1:25.368      | Lewis Hamilton McLaren 1:24.753       | Felipe Massa Ferrari 1:25.359         |
|    |                                       | 2  | Fernando Alonso McLaren 1:25.438      | Fernando Alonso McLaren 1:25.438     | Fernando Alonso McLaren 1:24.806      | Fernando Alonso McLaren 1:25.379      |
| 3  | Kimi Räikkönen Ferrari 1:25.516       |    |                                       | Kimi Räikkönen Ferrari 1:25.516      | Kimi Räikkönen Ferrari 1:24.988       | Kimi Räikkönen Ferrari 1:25.390       |
|    |                                       | 4  | Felipe Massa Ferrari 1:25.765         | Felipe Massa Ferrari 1:25.765        | Felipe Massa Ferrari 1:25.049         | Lewis Hamilton McLaren 1:25.489       |
| 5  | Nick Heidfeld BMW 1:26.505            |    |                                       | Nick Heidfeld BMW 1:26.505           | Nick Heidfeld BMW 1:25.248            | Mark Webber Red Bull 1:25.970         |
|    |                                       | 6  | Jenson Button Honda 1:26.913          | Nico Rosberg Williams 1:26.728       | Jenson Button Honda 1:25.454          | Nick Heidfeld BMW 1:25.971            |
| 7  | Mark Webber Red Bull 1:26.914         |    |                                       | Jenson Button Honda 1:26.913         | Robert Kubica BMW 1:25.530            | Sebastian Vettel Toro Rosso 1:26.025  |
|    |                                       | 8  | Sebastian Vettel Toro Rosso 1:26.973  | Mark Webber Red Bull 1:26.914        | Mark Webber Red Bull 1:25.535         | Robert Kubica BMW 1:26.300            |
| 9  | Robert Kubica BMW 1:27.225            |    |                                       | Sebastian Vettel Toro Rosso 1:26.973 | Nico Rosberg Williams 1:25.816        | Nico Rosberg Williams 1:26.579        |
|    |                                       | 10 | Giancarlo Fisichella Renault 1:26.033 | Robert Kubica BMW 1:27.225           | Sebastian Vettel Toro Rosso 1:25.909  | Jenson Button Honda 1:26.614          |
| 11 | Heikki Kovalainen Renault 1:26.232    |    |                                       |                                      | Giancarlo Fisichella Renault 1:26.033 | Jarno Trulli Toyota 1:26.711          |
|    |                                       | 12 | David Coulthard Red Bull 1:26.247     |                                      | Heikki Kovalainen Renault 1:26.232    | David Coulthard Red Bull 1:26.904     |
| 13 | Jarno Trulli Toyota 1:26.253          |    |                                       |                                      | David Coulthard Red Bull 1:26.247     | Giancarlo Fisichella Renault 1:26.909 |
|    |                                       | 14 | Vitantonio Liuzzi Toro Rosso 1:26.948 |                                      | Jarno Trulli Toyota 1:26.253          | Ralf Schumacher Toyota 1:27.191       |
| 15 | Ralf Schumacher Toyota ---            |    |                                       |                                      | Vitantonio Liuzzi Toro Rosso 1:26.948 | Heikki Kovalainen Renault 1:27.223    |
|    |                                       | 16 | Nico Rosberg Williams 1:26.728        |                                      | Ralf Schumacher Toyota ---            | Vitantonio Liuzzi Toro Rosso 1:27.234 |
| 17 | Rubens Barrichello Honda 1:27.323     |    |                                       |                                      |                                       | Rubens Barrichello Honda 1:27.323     |
|    |                                       | 18 | Alexander Wurz Williams 1:27.454      |                                      |                                       | Alexander Wurz Williams 1:27.454      |
| 19 | Anthony Davidson Super Aguri 1:27.564 |    |                                       |                                      |                                       | Anthony Davidson Super Aguri 1:27.564 |
|    |                                       | 20 | Adrian Sutil Spyker 1:28.628          |                                      |                                       | Adrian Sutil Spyker 1:28.628          |
| 21 | Takuma Sató Super Aguri 1:28.792      |    |                                       |                                      |                                       | Takuma Sató Super Aguri 1:28.792      |
|    |                                       | 22 | Sakon Yamamoto Spyker 1:29.668        |                                      |                                       | Sakon Yamamoto Spyker 1:29.668        |

### Sobotní tréninky
- Sobotní trénink nakonec zrušen pro nepřízeň počasí

| 1 | Alexander Wurz Williams 1:32.476 | 2 | Nico Rosberg Williams 1:34.758 |
| 3 | Jarno Trulli Toyota 1:36.150     | 4 | ---                            |

### Páteční tréninky
| *  | I. Trénink                            | *  | II. Trénink                           |
| -- | ------------------------------------- | -- | ------------------------------------- |
| 1  | Kimi Räikkönen Ferrari 1:19.119       | 1  | Lewis Hamilton McLaren 1:18.734       |
| 2  | Felipe Massa Ferrari 1:19.498         | 2  | Fernando Alonso McLaren 1:18.948      |
| 3  | Fernando Alonso McLaren 1:19.667      | 3  | Felipe Massa Ferrari 1:19.483         |
| 4  | Lewis Hamilton McLaren 1:19.807       | 4  | Jarno Trulli Toyota 1:19.711          |
| 5  | Nico Rosberg Williams 1:20.058        | 5  | Kimi Räikkönen Ferrari 1:19.714       |
| 6  | Robert Kubica BMW 1:20.297            | 6  | Heikki Kovalainen Renault 1:19.789    |
| 7  | Alexander Wurz Williams 1:20.411      | 7  | Giancarlo Fisichella Renault 1:19.926 |
| 8  | Jarno Trulli Toyota 1:20.483          | 8  | David Coulthard Red Bull 1:19.949     |
| 9  | Adrian Sutil Spyker 1:20.516          | 9  | Ralf Schumacher Toyota 1:19.969       |
| 10 | Anthony Davidson Super Aguri 1:20.601 | 10 | Robert Kubica BMW 1:20.069            |
| 11 | Rubens Barrichello Honda 1:20.068     | 11 | Mark Webber Red Bull 1:48.271         |
| 12 | Heikki Kovalainen Renault 1:20.718    | 12 | Alexander Wurz Williams 1:20.233      |
| 13 | Nick Heidfeld BMW 1:20.728            | 13 | Nico Rosberg Williams 1:20.270        |
| 14 | Vitantonio Liuzzi Toro Rosso 1:20.808 | 14 | Jenson Button Honda 1:20.336          |
| 15 | Ralf Schumacher Toyota 1:20.828       | 15 | Nick Heidfeld BMW 1:20.462            |
| 16 | Giancarlo Fisichella Renault 1:20.851 | 16 | Adrian Sutil Spyker 1:20.736          |
| 17 | Takuma Sató Super Aguri 1:21.186      | 17 | Rubens Barrichello Honda 1:20.889     |
| 18 | Mark Webber Red Bull 1:21.437         | 18 | Vitantonio Liuzzi Toro Rosso 1:20.985 |
| 19 | Jenson Button Honda 1:21.541          | 19 | Sebastian Vettel Toro Rosso 1:20.997  |
| 20 | Sebastian Vettel Toro Rosso 1:21.854  | 20 | Anthony Davidson Super Aguri 1:21.007 |
| 21 | David Coulthard Red Bull 1:22.436     | 21 | Sakon Jamamoto Spyker 1:21.305        |
| 22 | Sakon Jamamoto Spyker 1:22.902        | 22 | Takuma Sató Super Aguri 1:21.352      |

### Zajímavosti
- Lewis Hamilton získal první hattrick.
- Heikki Kovalainen získal své první pódium
- Sebastian Vettel se ve věku 20 let 2 měsíce a 27 dní stal nejmladším jezdcem, který vedl závod
- Stáj Toro Rosso byla poprvé ve vedení.
- Adrian Sutil a stáj Spyker F1 získali první bod.

| Pole position      | Vítězství          | Nej. kolo          |
| Spojené království | Spojené království | Spojené království |
| Lewis Hamilton     | Lewis Hamilton     | Lewis Hamilton     |
| McLaren MP4/22     | McLaren MP4/22     | McLaren MP4/22     |
| 1'25.368           | 2:00'34.579        | 1'28.193           |
| 192,423 km/h       | 152,130 km/h       | 186.259 km/h       |
| ------------------ | ------------------ | ------------------ |

### Stav MS
- GP - body získané v této Grand Prix

| *  | Jezdec               | Body | GP | * | Vůz         | Body | GP | *  | Stát           | Body | GP |
| -- | -------------------- | ---- | -- | - | ----------- | ---- | -- | -- | -------------- | ---- | -- |
| 1  | Lewis Hamilton       | 107  | 10 | 1 | Ferrari     | 170  | 9  | 1  | Finsko         | 122  | 14 |
| 2  | Fernando Alonso      | 95   | -  | 2 | BMW         | 92   | 2  | 2  | Velká Británie | 122  | 15 |
| 3  | Kimi Räikkönen       | 90   | 6  | 3 | Renault     | 51   | 12 | 3  | Španělsko      | 95   | -  |
| 4  | Felipe Massa         | 80   | 3  | 4 | Williams    | 28   | -  | 4  | Brazílie       | 80   | 3  |
| 5  | Nick Heidfeld        | 56   | -  | 5 | Red Bull    | 23   | 5  | 5  | Německo        | 78   | 1  |
| 6  | Robert Kubica        | 35   | 2  | 6 | Toyota      | 12   | -  | 6  | Polsko         | 35   | 2  |
| 7  | Heikki Kovalainen    | 30   | 8  | 7 | Super Aguri | 4    | -  | 7  | Itálie         | 28   | 4  |
| 8  | Giancarlo Fisichella | 21   | 4  | 8 | Honda       | 2    | -  | 8  | Rakousko       | 13   | -  |
| 9  | Nico Rosberg         | 15   | -  | 9 | Spyker      | 1    | 1  | 9  | Austrálie      | 10   | -  |
| 10 | Alexander Wurz       | 13   | -  |   | McLaren     | 0    | 0  | 10 | Japonsko       | 4    | -  |
| 11 | David Coulthard      | 13   | 5  |   |             |      |    |    |                |      |    |
| 12 | Mark Webber          | 10   | -  |   |             |      |    |    |                |      |    |
| 13 | Jarno Trulli         | 7    | -  |   |             |      |    |    |                |      |    |
| 14 | Ralf Schumacher      | 5    | -  |   |             |      |    |    |                |      |    |
| 15 | Takuma Sató          | 4    | -  |   |             |      |    |    |                |      |    |
| 16 | Jenson Button        | 2    | -  |   |             |      |    |    |                |      |    |
| 17 | Sebastian Vettel     | 1    | -  |   |             |      |    |    |                |      |    |
| 18 | Adrian Sutil         | 1    | 1  |   |             |      |    |    |                |      |    |